# Alto Rey
El Alto Rey o Montaña Sagrada del Santo Alto Rey es una montaña del Sistema Central situada en la sierra a la que da nombre, al nornoroeste de la provincia de Guadalajara. Su cima es una sucesión de pequeños repechos alineados a lo largo de 3,5 km, entre los que destacan, de oeste a este, la ermita del Santo Alto Rey (1.858 m.), el vértice geodésico de Alto Rey (1.844 m), la peña de los Gavilanes (1.759 m) y la peña de los Rollos (1.730 m). Otros picos subsidiarios destacados suyos son la peña de Peribáñez de la Casa (1.584 m), la peña de Mediodía (1.538 m), el Mojón Gordo (1.452 m) y el Bartibáñez (1.342 m). Sus faldas lindan al norte con el río Pelagallinas, al oeste con el río Bornova y al este y al sur con el río Cristóbal.
El Alto Rey está circundado por los pueblos de Aldeanueva de Atienza, al oeste, Bustares y Gascueña de Bornova, al sur, y Prádena de Atienza, al este. 
En su cima se encuentra la ermita del Santo Alto Rey, objeto de procesión religiosa el primer sábado de septiembre desde los pueblos que se encuentran en sus faldas, así como una estación militar en su extremo oeste y cuatro antenas de Retevisión junto a la ermita.

## Leyendas

### Los tres hermanos envidiosos[1]
La leyenda cuenta que el Señor y brujo de una tribu prerromana, poseedor de riquezas y de un extenso territorio entre las tierras de lo que hoy son las provincias de Zaragoza, Soria y Guadalajara, enviudó y tuvo que hacerse cargo de sus tres hijos, que se llevaban muy mal, guiados por la envidia y la codicia por conseguir la herencia de su padre. Las duras peleas entre los hijos iban siendo cada vez más frecuentes, hasta que el padre, harto de las riñas entre sus hijos, decidió cargarles una maldición eterna de tal manera que pudieran verse pero no hablarse, convirtiéndoles así en tres altas montañas que situaría a cada extremo del territorio para que sirviera de ejemplo para tribus cercanas: el mayor, Moncayo; el mediano, Ocejón, y el pequeño, Alto Rey.
Mucho tiempo después, un niño subió al Alto Rey, el menor de los tres hermanos, y pudo contemplar la vergüenza con la que se mostraban los hermanos.
En la ermita situada en la cima del Alto Rey se puede contemplar un grabado en la piedra en la que se muestran tres cabezas situadas las unas de las otras de la misma manera que se sitúan geográficamente el Moncayo, el Ocejón y el Alto Rey.

### El aceite de la cueva
Bajo la ermita del Alto Rey, en la falda sur de la montaña, hay una cueva donde manaba aceite que procedía del altar de la ermita. Diariamente, el ermitaño se encargaba de recoger el aceite para usarlo como combustible del candil que iluminaba la ermita. Un día un hambriento pastor que llevaba su ganado a pastar a la cima de la montaña (en otras ocasiones se cuenta que el hambriento era el propio ermitaño) decidió untar el aceite de la cueva en el pan para comérselo. Desde entonces dejó de emanar aceite y empezó caer agua, como hoy ocurre.

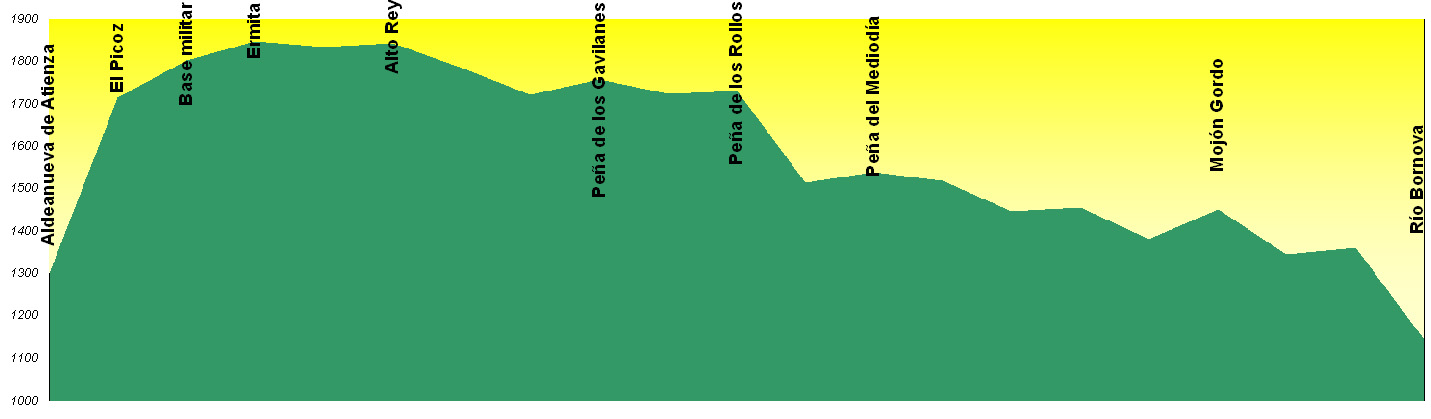
Croquis de la cara sur del Alto Rey.